# Malattia di Mondor

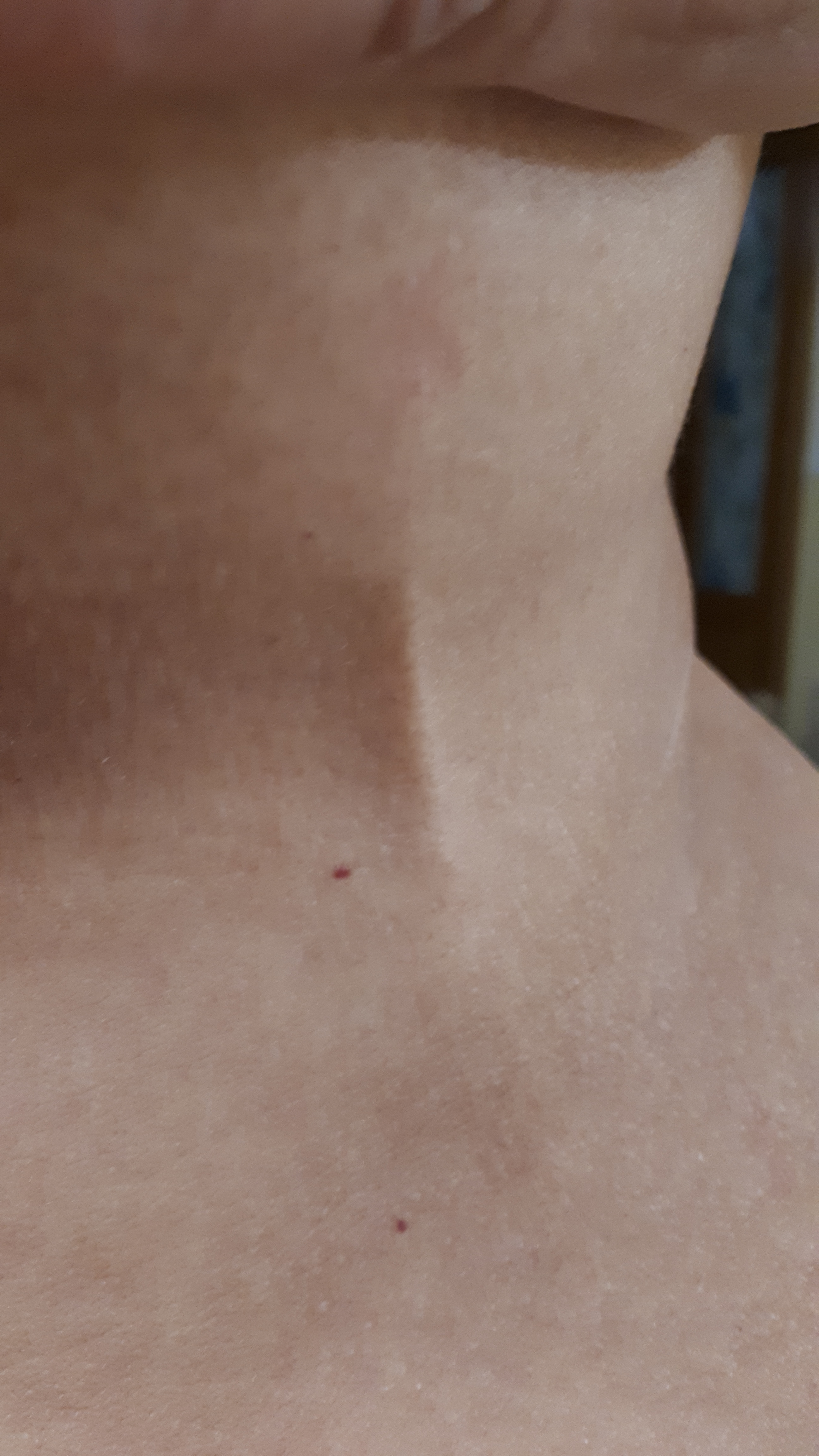
Malattia di Mondor.

La malattia di Mondor è una rara tromboflebite delle vene superficiali della mammella.

## Eponimo
Deve il suo nome a Henri Mondor (1885-1962), un chirurgo parigino.

## Eziologia
È dovuta a traumi, chirurgia, attività fisica eccessiva, iniezioni, e raramente carcinoma della mammella.
In letteratura è stata descritta l'associazione tra malattia di Mondor e carcinoma mammario fino al 12% dei casi.

## Clinica
Più frequentemente colpisce le vene toraciche laterali e toracoepigastriche. Segni e sintomi includono dolore, senso di peso e/o di tensione, cordone sottocutaneo palpabile ma anche visibile a uno sguardo tangenziale, pelle retratta. Occasionalmente le vene interessate vanno incontro a calcificazione.
Il processo copre circa 6 settimane senza trattamento, che prevede l'utilizzo dei FANS.